# Supercoupe d'Allemagne de football 1992
La Supercoupe d'Allemagne 1992 (allemand : DFB-Supercup 1992) est la sixième édition de la Supercoupe d'Allemagne, épreuve qui oppose le champion d'Allemagne au vainqueur de la Coupe d'Allemagne. Disputée le 11 août 1992 au Niedersachsenstadions de Hanovre devant 21 200 spectateurs, la rencontre est remportée par le VfB Stuttgart aux dépens du Hanovre 96.

## Feuille de match
| 11 août 1992 | VfB Stuttgart                         | 3-1   | Hanovre 96 | Niedersachsenstadions, Hanovre                    |                                                   |
|              | Gaudino 30e · Buchwald 42e · Kögl 58e | (2-1) | 3e Koch    | Spectateurs : 21 200 Arbitrage : Gerhard Theobald | Spectateurs : 21 200 Arbitrage : Gerhard Theobald |

| Stuttgart | Hanovre |

| Gardien de but |  | Eike Immel        |  |     |
| D              |  | Slobodan Dubajić  |  |     |
| D              |  | Günther Schäfer   |  | 66e |
| D              |  | Michael Frontzeck |  |     |
| M              |  | Thomas Strunz     |  |     |
| M              |  | Guido Buchwald    |  |     |
| M              |  | Andreas Buck      |  |     |
| M              |  | Maurizio Gaudino  |  |     |
| M              |  | Ludwig Kögl       |  |     |
| A              |  | André Golke       |  |     |
| A              |  | Fritz Walter      |  | 46e |
| Remplaçants :  |  |                   |  |     |
| A              |  | Adrian Knup       |  | 46e |
| D              |  | Thomas Schneider  |  | 66e |
| Entraîneur :   |  |                   |  |     |
| Christoph Daum |  |                   |  |     |

| Gardien de but |  | Jörg Sievers       |  |     |
| D              |  | Matthias Kuhlmey   |  |     |
| D              |  | Axel Sundermann    |  |     |
| D              |  | Jörg-Uwe Lütz      |  |     |
| D              |  | Dejan Raičković    |  |     |
| D              |  | Michael Schjønberg |  | 46e |
| M              |  | Bernd Heemsoth     |  |     |
| M              |  | André Sirocks      |  |     |
| M              |  | Jörg Kretzschmar   |  |     |
| M              |  | Reinhold Mathy     |  |     |
| A              |  | Michael Koch       |  | 46e |
| Remplaçants :  |  |                    |  |     |
| M              |  | Reinhold Daschner  |  | 46e |
| A              |  | Sergej Barbarez    |  | 46e |
| Entraîneur :   |  |                    |  |     |
| Eberhard Vogel |  |                    |  |     |